# ホワイトフィッシュ (モンタナ州)
ホワイトフィッシュ（Whitefish）は、アメリカ合衆国モンタナ州のフラットヘッド郡にある都市。人口は7,751人（2020年）。ロッキー山脈山中のスキーリゾートである。

## 概要
スキー場（en:Whitefish Mountain Resort）は、ダウンタウンの北6キロメートルに位置している。スキー以外にも登山や釣り、カヤックなどのアウトドア活動が一年中楽しめる。
ホワイトフィッシュの東50キロメートルにはグレイシャー国立公園が広がっている。

## 交通
- ホワイトフィッシュ駅にはアムトラックのエンパイア・ビルダーが停車する。
- 空港はカリスペルのグレイシャー国立公園国際空港（en:Glacier Park International Airport）が利用できる。

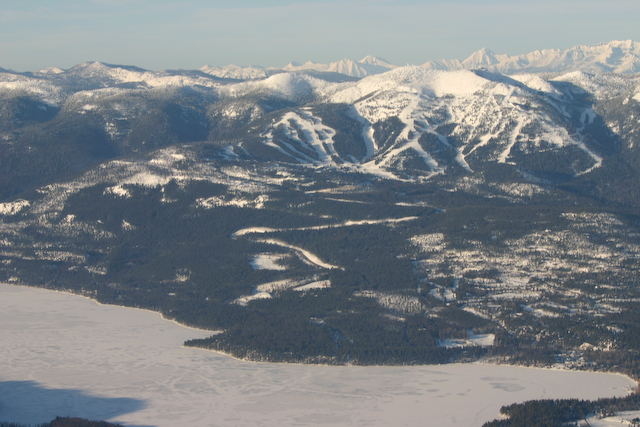
ホワイトフィッシュ・スキー場

## 関係者
- ニコル・ヘイヴィーランド：ラグビー選手
- リチャード・B・スペンサー：白人至上主義者